# Naomi Castle
Naomi Sandra Castle, später Naomi McCarthy, OAM (* 29. Mai 1974 in Sydney) ist eine ehemalige australische Wasserballspielerin. Sie war Olympiasiegerin 2000 und Weltmeisterschaftsdritte 1998.

## Sportliche Karriere
Die 1,80 m große Centerverteidigerin spielte für den Pine River Club und die Queensland Brakers in Brisbane.
Naomi Castle bestritt 234 Länderspiele für die australische Nationalmannschaft. Bei der Weltmeisterschaft 1994 in Rom belegten die Australierinnen den sechsten Platz.
1998 war sie bei der Weltmeisterschaft in Perth dabei. Die Australierinnen waren Dritte ihrer Vorrundengruppe. Im Viertelfinale bezwangen die Australierinnen die Ungarinnen mit 8:5. Nach einer Halbfinalniederlage gegen die Italienerinnen trafen die Australierinnen im Spiel um den dritten Platz auf die Russinnen und gewannen mit 8:5, wobei Castle zwei Tore beisteuerte. Wasserball für Frauen wurde als Wettbewerb in das Programm der Olympischen Spiele in Sydney 2000 aufgenommen. Castle warf im Turnierverlauf drei Tore, darunter eins beim 7:6-Sieg im Halbfinale gegen Russland und eins beim 4:3 im Finale gegen das Team aus den Vereinigten Staaten.
2001 bei der Weltmeisterschaft in Fukuoka belegten die Australierinnen den fünften Platz, nachdem sie im Viertelfinale gegen die Italienerinnen verloren hatten. Zwei Jahre später bei der Weltmeisterschaft in Barcelona folgte der siebte Platz. Bei den Olympischen Spielen 2004 in Athen gewannen die Australierinnen ihre Vorrundengruppe vor den Italienerinnen. Castle warf in der Vorrunde vier Tore, davon drei beim 7:7 gegen die griechische Mannschaft. Im Halbfinale trafen die Griechinnen erneut auf die Australierinnen und gewannen mit 6:2. Die Australierinnen verloren auch das Spiel um Bronze mit 5:6 gegen das Team aus den Vereinigten Staaten.